# リシルド・ド・プロヴァンス
リシルド・ダルデンヌ（Richilde d'Ardennes）またはリシルド・ド・プロヴァンス（Richilde de Provence、845年頃 - 910年）は、西フランク王シャルル2世（禿頭王）の2番目の妃。アルデンヌ伯ビヴィンの娘で、プロヴァンス王ボソの妹。ロタリンギア王ロタール2世の王妃テウトベルガは母方の伯母にあたる。

## 生涯
869年、シャルル禿頭王はすでに別居していた最初の妻エルマントルド・ドルレアンと死別すると、翌870年1月22日にエクス＝ラ＝シャペルにおいてリシルドと結婚した。この結婚にはシャルル禿頭王に政略上の利益をもたらした。689年に死去したロタール2世の未亡人テウトベルガの姪と結婚することで、掌握したロタリンギア王国の支配権をより強固にすることが出来たのである。リシルドは夫が戦争で不在の時は国政を担い、夫が877年に死去した時も一時的に国政を預かっている。
継息子のルイ2世が879年に若くして亡くなった際、その2人の息子たちが幼かったことから、リシルドは兄のボソを西フランク王に就けようと画策した。しかし貴族たちはこれに反発し、リシルドとボソの兄妹が近親相姦の関係だと主張して、前王妃リシルドの権威に服することを拒んだ。リシルドはその後、兄がプロヴァンス王となるのを支援した。義理の孫のルイ3世（882年没）とカルロマン2世（884年没）の死後も、再び王国の実権を握ろうとしたため、プロヴァンスへ追放された。
シャルル禿頭王との間に5人の子女をもうけたが、成人したのは娘1人だけだった。